# Trichomalus cupreus
Trichomalus cupreus är en stekelart som beskrevs av Vittorio Luigi Delucchi och Graham 1956. Trichomalus cupreus ingår i släktet Trichomalus och familjen puppglanssteklar.
Artens utbredningsområde är Madeira. Inga underarter finns listade i Catalogue of Life.